# Calvarium inimpressum
Calvarium inimpressum es una especie de coleóptero de la familia Scirtidae.

## Distribución geográfica
Habita en Ruanda-Urundi.